# أوستين فلين
أوستين فلين (بالإنجليزية: Austin Flynn)‏ هو لاعب قذف أيرلندي، ولد في 1933 في آبيسايد ‏ في جمهورية أيرلندا.